# 格兰德斯和圣马丁
格兰德斯和圣马丁（西班牙語：Grandes y San Martín）是西班牙卡斯蒂利亚-莱昂阿维拉省的一个市镇。 总面积12km2, 总人口49人（2001年），人口密度4人/km2。